# サブ・ゼロ (モータルコンバット)
サブ・ゼロ（Sub-Zero、絶対零度）は、ミッドウェイゲームズとNetherRealm Studiosの対戦型格闘ゲーム『モータルコンバット』シリーズに登場する架空の人物。中国の組織「Lin Kuei（中国語: 林魁、燐塊; 拼音: Lín Kúi）」に所属する戦士で、氷を自在に操る能力を持つ。「MK」の前日譚を描いた1997年のアクションアドベンチャーゲーム『Mortal Kombat Mythologies: Sub-Zero』では主人公を務める。
主にサブ・ゼロとして活躍するのは弟のカイ・リャン（Kuai Liang） (中国語: 快凉; 拼音: Kuài Liáng）であり、「Mortal Kombat II」で初登場した。1992年の「Mortal Kombat」と「MKM:SZ」では兄のビ・ハン（Bi-Han）（中国語: 避寒; 拼音: Bì Hán）が登場し、「MKII」などの一部の作品ではヌーブ・サイボットとして登場。アンチヒーロー的な悪役のビ・ハンとは対照的に、カイ・リャンは様々な脅威から人間界を守る英雄的な戦士の1人として描かれている。また、サブ・ゼロはスコーピオンのライバルであり、時には共闘する間柄。
特殊技の「Ice Freeze」、「Ice Shower」などは既に凍らせた相手に撃つと自分が凍るという仕様が存在したが、『MK9』では廃止されている。
本シリーズの代表的なキャラクターの1人であり、ゲーム以外にも様々な関連メディアに登場する。彼の外見、能力、特殊技、フェイタリティは高く評価されている。

## キャスト
演
- ビ・ハン
- ダニエル・ペシーナ（『Mortal Kombat（1992年）』、『Mortal Kombat II』）
- ジョン・ターク（『Mortal Kombat: Mythologies Sub-Zero』）
- Kevan Ohtsji（Webドラマ『Mortal Kombat: Legacy』）
- エリック・ステインバーグ（Webドラマ『Mortal Kombat: Legacy II』）
- ジョー・タスリム（映画『モータルコンバット（2021年）』）
- カイ・リャン
- ダニエル・ペシーナ（『Mortal Kombat II』）
- ジョシュ・ツイ（『Mortal Kombat II』）
- ジョン・ターク（『Mortal Kombat 3』-『Mortal Kombat Trilogy』）
- フランソワ・プティ（映画『モータル・コンバット（1995年）』
- キース・クック（映画『モータルコンバット2』）
- J・J・ペリー (ドラマ『Mortal Kombat Conquest』、Webシリーズ『Mortal Kombat: Federation of Martial Arts』)
- ハリー・シャム・ジュニア（Webドラマ『Mortal Kombat: Legacy II』）
- クラシック・サブ・ゼロ
- ジョン・ターク（『Ultimate Mortal Kombat 3』『Mortal Kombat Trilogy』）

担当声優
- ビ・ハン
- ジム・カミングス（アニメーションビデオ『Mortal Kombat: The Journey Begins』）
- ジェイミーソン・プライス（『Mortal Kombat（2011年）』）
- スティーヴン・ブルーム（『Mortal Kombat Legends: Scorpion's Revenge』）
- 田所陽向（映画『モータルコンバット（2021年）』日本語吹替）
- カイジ・タング（『Mortal Kombat 1』）
- カイ・リャン
- ルーク・ペリー（『Mortal Kombat: Defenders of the Realm』）
- ジョン・トビアス（『Mortal Kombat 4』）
- エド・ブーン（『Mortal Kombat: Deception）』
- Rom Barkhordar（2005年 - 2006年）
- ジム・ミラー（2008年 - 2011年）
- スティーヴン・ブルーム（2015年以降）
- ディミトリ・ヴェガス（『Mortal Kombat 11』）
- バヤルド・デ・ムルギア（長編アニメーション映画『Mortal Kombat Legends: Battle of the Realms』）

モーションキャプチャー
- ジョン・ターク（『Mortal Kombat 4』『Mortal Kombat Gold』『Mortal Kombat: Armageddon』）

フェイスモデル
- トニー・チョン（『Mortal Kombat 11』）

## 登場作品

### ゲーム版
Mortal Kombat
グランドチャンピオンの称号を得て、再び影へと姿を消した。彼の大会での唯一の目標はシャン・ツンの暗殺であった。任務を達成したサブ・ゼロはツンの敵である富豪の1人から大金を受け取り、危険な職業から身を引くことになる（エンディング）。
Mortal Kombat II
第1回目の大会で兄が死亡し、シャン・ツンが生き残ったため、兄がやり残した任務を完遂させるために弟のサブ・ゼロが燐塊から派遣されたが、スコーピオンの妨害を受けた。彼は、弟のサブ・ゼロが相手に情けをかけて殺めないことを知るまで、サブ・ゼロを兄と勘違いしていた。新たなサブ・ゼロの正体を知り、彼の兄の命を奪った罪滅ぼしとして、永久的に彼を守ることを誓う。
Mortal Kombat 3
燐塊が戦士のサイボーグ化に着手し始めたため、仲間のスモークとともに逃走を試みるが、スモークは捕らえられ、セクター、サイラックスとともにサイボーグへと改造された。サイバー・リン・クエイ（Cyber Lin Kuei）の3人の忍者は、サブ・ゼロを排除するようプログラムされていた。この時、サブ・ゼロはライデンからヴィジョンを受け取り、新たな脅威に対する反乱に参加することに同意していた。現在のサブ・ゼロに加えて、「Ultimate Mortal Kombat 3」と「Mortal Kombat Trilogy」には「クラシック・サブ・ゼロ（Classic Sub-Zero）」と呼ばれるプレイアブルキャラクターが登場しており、彼のバイオグラフィによると、第1回目のモータルコンバットの後、死亡したと思われていたが、シャン・ツンを暗殺するために戻ってきたとされている。 しかし、エンディングにおいて彼は前回の大会で行方不明になった正体不明の戦士であることが明かされている。
Mortal Kombat 4
シノックの脅威から人間界を防衛するため、ライデンは再びサブ・ゼロを召喚した。一方、サブ・ゼロは、クァン・チーによって燐塊の戦士が家族を殺したと信じ込まされていたスコーピオンと対峙した。
Mortal Kombat: Deadly Alliance
燐塊のリーダー争いでセクターを破る。 弟子のフロストと出会い、彼女を伴って人間界の戦士たちとともに、同盟を結成したシャン・ツンとクァン・チーとの戦いに臨んだ。
Mortal Kombat: Deception
戦士であるシュジンコウの一行に加わり、新たな脅威である竜王オナガを倒し、ヌーブ・サイボットにも立ち向かった。「MK:DA」と「Mortal Kombat: Unchained」では、燐塊のリーダー争いでフロストに勝利している。
Mortal Kombat: Shaolin Monks
最初はボスとして登場。兄を探す過程で短期間だけ主人公のリュウ・カン、クン・ラオと手を組むことになり、ネザーレルム（NetherRealm）でヌーブ・サイボットと対峙するシーンを最後に物語からフェードアウトする。また、サブ・ゼロはゲームをクリアするか、隠しコマンドを入力するとプレイアブルキャラクターとしてアンロックされる。
Mortal Kombat: Armageddon
テイヴンと対戦するが、サイボットとスモークの侵略を阻止するため、最終的には彼と同盟を組んだ。彼らを撃破した後、サブ・ゼロは気絶したサイボットを助ける方法を模索するため彼の傍らに留まった（Konquest）。
Mortal Kombat vs. DC Universe
自分がかつてのように暗殺者ではなくなったことを悟り、燐塊を脱退した。バットマンに触発され、スーパーヒーローとなったサブ・ゼロは知らぬ間に組織から追われる身となっていた（エンディング）。
Mortal Kombat（2011年）
兄がビ・ハン、弟がカイ・リャンとして設定され、弟がサブ・ゼロの名を継ぐ前に「Tundra」というコードネームを使っていたことも明らかにされた。スコーピオンに引導を渡されたビ・ハンはヌーブとして蘇り、第2回目の大会にて、アルマゲドン（Armageddon）という戦争の勃発を回避しようと奔走する雷電の干渉により、カイ・リャンの辿る運命が変わっている。スコーピオンを倒したカイ・リャンは捕らえられ、スモークの代わりにサイボーグへと改造され、異次元に存在する世界「外界」とそれを統べる暴君シャオ・カーンに仕えることを余儀なくされた。しかし、彼は正気を取り戻し、カーンを止めるべくライデンが指揮する戦士たちと合流する。ヌーブへと転生したビ・ハンとの再会は、オリジナルの時間軸よりもかなり早期で、クァン・チーによる巨大な霊的エネルギーと虐げられた霊魂の渦巻く竜巻「ソウルネード（Soulnado）」の完成をカイ・リャンが防ごうとした折に実現した。弟を倒したヌーブはナイトウルフに敗れ、ソウルネードとともに消滅した。その後、カイ・リャンはシンデルに敗れ、クァン・チーのレヴナント（Revenant）としてネザーレルムで使役された。 また、同作ではサブ・ゼロは幼少期に燐塊に両親を殺され、誘拐されたことが明らかになった。そして、実質的な新キャラクター「サイバー・サブ・ゼロ（Cyber Sub-Zero）」が追加されている。
Mortal Kombat X
引き続きクァン・チーに仕えている。タイアップされたコミック版では、クァン・チーがサブ・ゼロをサイボーグの体から解放するために、魔術を用いて人間としての肉体を取り戻させた。クァン・チーによる人間界への侵攻の最中、ライデンによってカイ・リャンとスコーピオンは復活を遂げた。カイ・リャンはクン・ジンとボー・ライ・チョーが提供したコンピューターウイルスでセクターを倒し、その後25年間、燐塊の新たなグランドマスターに就任した。サイラックスとサイボーグ化した燐塊の戦士たちを解放した。ビ・ハンの死にクァン・チーが関わっていることを突き止め、白井流の戦士や家族の死にクァン・チーとセクターが関わっていることを、セクターの残骸に記録されていたデータを元にスコーピオン（ハンゾウ・ハサシ）に明かし、紆余曲折を経て和解した。後にサブ・ゼロは、シノックを止めようと試み外界の勢力の奇襲を受けたキャシー・ケイジのチームを助けた。同作では人間の姿で登場するが、サイボーグとしての姿はDLCキャラクターのトライボーグの隠しバリエーションとして実装されている。
Mortal Kombat 11
「MKX」からさらに2年後、時の番人クロニカによって過去のセクターが現代に出現し、燐塊のメンバーを誘拐して強制的にサイボーグへと改造を施し、クロニカ軍を強化した。サブ・ゼロはハサシを伴ってセクターの工場に潜入し、組織のメンバーの仇を討つために、時空を越えてやって来たサイラックスを仲間に加えた。途中、セクターと、燐塊の指導権を失ったことで組織を捨てて彼の副官となったフロスト、そしてヌーブに遭遇し、ハサシとともに敵を破り、サイラックスが工場を閉鎖する前に彼らを退けた。燐塊の拠点などがクロニカに荒らされたため、サブ・ゼロは人間界の仲間たちと白井流の庭園でクロニカ打倒に向けた作戦を練る。ハサシの提案で、サブ・ゼロは彼とともにネザーレルムへ向かい、レヴナントだった頃に出会った渡し守のKharonにスカウトされる。しかし、ハサシはサブ・ゼロを送り返し、クロニカの手先デ・ヴォラからKharonを助ける間、Kharonが彼らを助けるとライデンに伝えた。スコーピオンからのハサシがデ・ヴォラに殺されたという報せを嘘と断じ、彼との交戦後、リュウ・カンの助力で真実を知る。 その後、クロニカの砦での最終決戦に、人間界と外界の連合軍とともに参加する。 DLCストーリー「Aftermath」では、スコーピオンがライデンの軍に加入するために現在の自分との約束を守り、スコーピオンがシャン・ツンの味方ではないことを知り、彼を許した。フウジンとシャン・ツンが、自分たちが来た未来について真実を明かし、クロニカの王冠がセトリオンの手に落ちることを阻止するまで、両者はシャン・ツンがフウジンを堕落させたと考えていた。サブ・ゼロのエンディングでは、クロニカの撃破後、ビ・ハンがセクターに堕落させられていたことを知り、兄を改心させて再び共に戦うために新しい時間軸を作り出した。

#### その他の作品
サブ・ゼロはミッドウェイ・ゲームスの他の格闘ゲームではない作品にもゲスト登場している。NBAジャム、The Grid、MLB Slugfest: Loadedの3作。
インディーゲーム「Punch Club」では、ラストボスとしてサブ-273（Sub-273）という忍者が登場し、デザインは映画「モータルコンバット」1作目が元になっている。「-273」は、絶対零度の「0（ケルビン）」を摂氏で表したもの。
「インジャスティス:神々の激突」では、スコーピオンの対戦前イントロでカメオ出演しており、彼がフェイタリティを決めようとしたところでInjusticeの世界へと引き込まれた。
続編『インジャスティス2』では、ライデンとともにプレイアブルキャラクター（DLC）として登場。「MKvs.DCU」に言及しているにもかかわらず、サブ・ゼロのエンディングでは「MKX」の終了間際に不思議なことに「Injustice」の世界に引きずり込まれたことが示唆されている。アーケードのエンディングでは、ブレイニアックに勝利した後、バットマンと協力して自分の元いた世界へ戻る方法を探した。その間、バットマンの仲間の師となり、故郷の「モータルコンバット」の世界へと繋がるゲートの開放を待った。しかし、ゲートに不調が発生し、暴君と化したスーパーマンが誤ってファントムゾーンから解放された後、義務感に駆られたサブゼロは彼を再び封印できるよう「ジャスティス・リーグ」の世界にしばらく留まることを選択した。

#### デザインとゲーム上の特徴
サブ・ゼロは氷を操る能力を持ち、当初、共同制作者のジョン・トビアスが単に「Ninja」という名前の謎の人物として構想したキャラクターであった。リチャード・ディビシオによると、開発の最初期段階でディビシオが提案した燐塊のアイデアは、ミッドウェイ・ゲームズによってキャンセルされ、その後再開されたプロジェクトで、「もともとジョン（トビアス）は日本の忍者を出すつもりだった」と述べている。 トビアスは、このインスピレーションを「燐塊の存在と日本の忍者への影響に関する歴史的証拠を仮定する」李興の論争の的となった本「China's Ninja Connection」から得たものだと書いている。 「作者の主張に対して賛否両論があることは承知していた。だから、2人の色違いのキャラクターを作る時、一人は中国系、もう一人は日本系がふさわしいと思い、その主張を具現化したようなものだ」と語っている。トビアスは当初の「狩人と獲物のコンセプトは、組織から逃亡した忍者が他のメンバーに狩られるというものだった。それを後に「MK3」のサブ・ゼロに使ったんだ」と語っている。 ダニエル・ペシーナは、トビアスのアイデアは2人の忍者の兄弟がいて、1人は「組織を率いたかったので、彼らの師匠である父親を殺す」というものだったと回想している。サブ・ゼロの初期の名前は「Tundra」であり、1987年の映画「バトルランナー」でアーノルド・シュワルツェネッガー扮する主人公が戦う最初の刺客が「Subzero」という名前（ハイフンが入っていないとはいえ）であることを知ったデザインチームのメンバーによって変更された。
主にアジア人以外の俳優によって演じられ、声を当てられてきた。ミッドウェイ・ゲームズは後に、サブ・ゼロが中国の暗殺者としてはかなり異国的な外見であることを、彼の母親が白人であると設定して理由付けた。この新しいバックストーリーによると、彼の父親は燐塊の暗殺者としての正体を隠すため、アメリカに住んでいた時に妻との間に2人の息子と1人の娘を設けたという。最初にサブ・ゼロを演じたのはダニエル・ペシーナで、彼は燐塊のアイデアを最初に考案した人物である。当初、ペシーナは予算の都合で自腹で購入した安い市販の忍者の衣装を使っていたが、サイズが小さかったため、撮影中にトラブルが発生した。ミッドウェイ・ゲームズのプログラマーのジョシュ・ツイは、「MKII」のエンディングでマスクを外した弟のサブ・ゼロを演じた。
サブ・ゼロの初期のコスチュームは、技術的な制約により非常にシンプルなデザインだった。モータルコンバットの共同制作者であるエド・ブーンは、カイ・リャンはDCコミックスのバットマンに似ていると述べ、どちらも「ダークで、謎に満ちた陰気なキャラクター」であることを理由に挙げている。 トビアスは「MK3」でサブ・ゼロがマスクを外した理由について、このキャラクターのバックストーリーについてファンの臆測をかき立てるためだったと語っている。新たなサブ・ゼロはGamePro1995年4月号の表紙で初登場し、被写体を務めたジョン・タークが着ていた赤い衣装が青色に加工されている（ゲームと同様）。しかし、傷跡が左目の上にあるため、使用された写真は反転写真であった。 「MK3」以降、サブ・ゼロの顔には額から右目にかけて傷跡が付けられている。この傷は元々赤色であったが、「MK:DA」では、彼の能力が強化された結果、青色に変色した。「MK:D」では、顔の傷跡は視認が困難なほど薄くなっている。同作では、中国朝代に使用された鎧にインスパイアされた鎧兜を着用しているが、ファンからは「ティーンエイジ・ミュータント・ニンジャ・タートルズ」の悪役「シュレッダー」を連想させるとして、しばしば批判を浴びた。しかし、隠しコスチュームは中国文化を彷彿とさせるもので、ヘルメットを外し、清朝時代の髪型をしている。「MK:A」では、「MK:DA」の隠しコスチュームと同様のデザインで登場し、顔の傷跡が確認できるが、これは隠しコスチューム（「MK:D」の初期コスチュームと同様のもの）には見られない特徴である。「MK:DA」以降、サブ・ゼロは老化の兆候が見られる唯一のキャラクターである。「MK:DA」のコンセプトアートにおけるデザインは、白髪が増え、生え際が後退し、より青白く痩せた顔になっており、傷跡は青くなり前腕が凍りついている。もともと碧眼だったのが、「ドラゴン・メダリオン（Dragon Medallion）」を手に入れたことで白目に変化している。「Mortal Kombat: Shaolin Monks」でのサブ・ゼロの外見は、同作で最もリニューアルされた要素の1つであった。キャラクターデザイナーのマーク・ラッピンは、10回近くデザインを練り直したという。プロデューサーのショーン・ヒメリックは「サブ・ゼロの頭部のデザインに関して、我々は5～6種類のバリエーションを用意した」と述べ、「『モータルコンバット』でのサブ・ゼロのデザインは、ほとんどの人が「シンプルと言っているが、作るのは難しい」とコメントした。最終的に、ゲーム内での彼は旧作を想起させるデザインに仕上がっており、スタッフは満足していた。「インジャスティス2」における外見は、ジム・リーによってリデザインされたものである。
初代『MK』に登場した際、サブ・ゼロの特殊技は氷を放って相手を冷凍する飛び道具「ice blast」と「sliding kick」の2種類のみだった。これらの技はその後サブ・ゼロの代名詞となり、彼が登場する全てのゲームで使用している（『MKII』以降は弟が使用する）。「MKII」では、足場を凍結させ、敵を滑らせる技が追加され、相手を凍結して粉砕する今では有名となったものを含む2つの新しいフェイタリティが追加された。ブーンによると、当初は「Ice Shower」という技の代わりにサブ・ゼロの「Freeze」が省かれていたが、地元のゲームセンターでファンの意見を聞いて、次の更新版で復活させたという。映画「プレデター」にインスパイアされた「Spine Rip」というフェイタリティはブーンが初代「MK」の中で最も好きなフェイタリティとして挙げており、最も波紋を呼んだフィニッシュムーブでもある。家庭用機器版の中には、その残虐な内容から「Spine Rip」を別の内容に置き換えたものも存在する。技をそのまま後発の作品に引き継いで続投した他のキャラクターとは異なり、このフェイタリティは「MKII」と「MK3」では搭載されていない。が、「UMK3」において、クラシック・サブ・ゼロの持つフィニッシュムーブとして復活している。しかし、これはミッドウェイによって意図的に検閲され、相手の頭部を掴んだ直後に画面が暗転し、効果音だけが聞こえるという内容となった。これは、開発チームが「Spine Rip」のフェイタリティを詳細に描写しないことを選択したためである。Nintendo 64に移植された「Mortal Kombat Trilogy」では、N64のカートリッジフォーマットにはメモリ制限があったためカイ・リャンは登場せず、彼の特殊技とフィニッシュムーブはすべてクラシック・サブ・ゼロに移された。「MKvs.DCU」は若年層向けのゲームだったため、開発者は「Spine Rip」の削除を余儀なくされた。同作では、自身を凍らせて地面に倒れ、敵の背後にテレポートする技を獲得している。
サブ・ゼロは、対戦型格闘ゲームとしてのすべてのモータルコンバットシリーズにプレイアブルキャラクターとして登場する唯一のキャラクターである。ゲームボーイアドバンス向けの「MK:DA」の2種類の移植版の1つである「Mortal Kombat: Tournament Edition」では、対戦型格闘ゲームとしての本シリーズの中で唯一プレイアブルキャラクターとして登場しておらず、サブ・ゼロ（兄）はヌーブ・サイボットとして登場する。 ジャックスを主役に据えた外伝作品であるアクションアドベンチャーゲーム「Mortal Kombat: Special Forces」はサブ・ゼロが一切登場しない唯一のゲームであり、作中で言及もされていない。

### その他のメディア
「MK3』版の弟のサブ・ゼロはMalibu Comicsで連載された1995年の連続シリーズ「Mortal Kombat: Battlewave」のエピローグでカメオ出演している。同作では燐塊の一団を凍らせ、組織は堕落しており、最早所属する価値はないと宣言した。この話は「モータルコンバット」のコミックブックシリーズが間もなく連載終了したため、展開されることはなかった。
コミックシリーズ「Mortal Kombat: Blood & Thunder」にはビ・ハンが登場する。
1995年公開の映画「モータル・コンバット」では、フランソワ・プティがビ・ハンを演じた。シャン・ツンの奴隷としてマインドコントロールされており、トーナメントでリュウ・カンと対戦した。戦闘中、彼は無敵の氷の盾を形成するが、キタナのアドバイスで、リュウ・カンはバケツを投げて中の水を槍へと変化させ、ビ・ハンを仕留めた。また、1995年の映画と同じ世界観のアニメーション映画「Mortal Kombat: The Journey Begins」にも登場しており、声はジム・カミングスが担当した。
ライアン・ワトソンは、若い観客に格闘技に興味を持ってもらうことを重点を置いた戯曲「Mortal Kombat: Live Tour」でカイ・リャンを演じ、俳優たちは学校を回って生徒たちにやる気を起こさせるスピーチを行った。
アニメシリーズ「Mortal Kombat: Defenders of the Realm」にて、カイ・リャンは主要人物の1人として登場し、声優はルーク・ペリーが担当した。そこでは、サブ・ゼロはジャックス、キタナ、リュウ・カン、ナイトウルフ、ソニア、ストライカー とともに、異次元からポータルを通じて侵入してきた侵略者から人間界を防衛するために雷電によって集められた優秀な戦士たちの一員である。
カイ・リャンは「モータルコンバット2」に登場し、第1作目でレプタイル役だったキース・クックが演じた。スモークの奇襲からリュウ・カンとキタナを救っている。スコーピオンとの戦闘中に彼がキタナを連れ去ったため、決着が着かなかった。ライデンの指示で、サブ・ゼロはキタナを追う前にナイトウルフを探すようリュウ・カンに促し、彼の元を去っていった。
TVドラマ「Mortal Kombat: Conquest」ではカイ・リャンの祖先が2つのエピソードに登場し、J・J・ペリーが演じた。祖先はシャン・ツンに雇われた燐塊の暗殺者で、グレート・クンラオを倒し、持ち主を異次元に転送する能力を持つ魔法のクリスタルを彼の故郷から奪い返すために雇われていた。サブ・ゼロとスコーピオンのライバル関係も描かれ、スコーピオンはサブ・ゼロの姉妹を殺害したため、報復として恋人を殺害された。2人は引き分けとなり、クン・ラオと仲間がサブ・ゼロを助けに来た折にスコーピオンは逃亡した。その後、サブ・ゼロは燐塊から弱さを指摘され、グランドマスターを殺害する結果となった。
ペリーは2000年のWebシリーズ「Mortal Kombat: Federation of Martial Arts」でカイ・リャンを再演した。
短編映画「Mortal Kombat: Rebirth」では、カイ・リャンとハンゾウ・ハサシの間に終生のライバル関係があることを示唆するような台詞がある。 
Webドラマ「Mortal Kombat: Legacy」ではKevan Ohtsjiが演じ、第7話に登場。第1部のラストでハンゾウが護衛を担当するはずだった将軍を暗殺し、ビ・ハンと交戦した。次のエピソードでは、クァン・チーが彼になりすまし、ハンゾウにビ・ハンが自分の家族を殺し、組織を滅ぼしたと信じ込ませ、ビ・ハンに対する復讐心を植え付け、来るモータルコンバットトーナメントのために彼の忠誠心を得たことが明らかにされる。シーズン2では、エリック・スタインバーグがビハンを演じ、カイ・リャンはハリー・シャム・ジュニアが演じた。 
ビ・ハンとハンゾウの関係は、幼なじみでありながら、組織間の対立とカイ・リャンの嫉妬によって引き裂かれる。彼らが成人した時、カイ・リャンが散歩中のハンゾウとその家族を脅し、ハンゾウは彼を殺すことを余儀なくされた。ハンゾウが自分の家族を守ってくれていると信じていたビハンは、友人への尊敬の念から両組織の確執を断ち切ることを決意する。ビ・ハンは燐塊がハンゾウとその家族と組織を滅ぼした可能性がある事を知り、悲しみと怒りに震えていた。そして、クァン・チーが自分に成りすましていたことを知る。モータルコンバットで人間界のために戦うことになった彼は、戦場でハンゾウに遭遇する。彼は「スコーピオン」と名を改めた亡霊になっており、ビハンは自分のことを説明しようとするが意味を成さず、脊椎を引き抜かれて死亡した。
DC Comicsで連載された2015年の連続シリーズ「Mortal Kombat X: Blood Ties」の数号で脇役として登場し、ゲームの前日譚を描いている。
長編アニメーション映画「Mortal Kombat Legends: Scorpion's Revenge」では、ビ・ハンは当初、スコーピオンの妻と息子を殺害した冷酷な人物として描かれていた。シャン・ツンの島で開催されたモータルコンバット・トーナメントの最中にスコーピオンに殺される。映画の終盤では、クァン・チーが魔術によってサブ・ゼロになりすまし、燐塊に白井流を襲撃させ、スコーピオンを操って自分のチャンピオンにするために彼の妻子を殺したことが明らかにされる。
2021年のリブート映画作品「モータルコンバット」では、ビ・ハンをジョー・タスリムが演じた。原作とは異なり、ビ・ハンや燐塊は人間界出身でありながら外界に協力している。ハンゾウ・ハサシの家族を殺害したのはクァン・チーの所業ではなく、自ら襲撃して手に掛けた。物語終盤では、スコーピオンとコール・ヤングに追い詰められ、生きたまま体を焼かれた。また、この翻案では原作よりもサディスティックで冷酷な行動（ジャックスの腕を凍らせて破壊するなど）が目立ち、黒雲の中でテレポートする能力を持っている
2021年の長編アニメーション映画「Mortal Kombat Legends: Battle of the Realms」ではカイ・リャンが登場し、バヤルド・デ・ムルギアが声優を担当した。

### 商品展開
サブ・ゼロのグッズはアクションフィギュア 、スタチュー、さらにはPS2用ソフト「Mortal Kombat: Deception」と同時発売されたコントローラーが存在する。

## 批評
『モータルコンバット』シリーズ、および格闘ゲームにおいて最も高い認知度と人気を誇るキャラクターの1人であり、スコーピオンと並んで同シリーズを代表するキャラクターとみなされている。ゲーム雑誌「SuperGamePower」（読者投票）で1997年のベストキャラクターに選ばれている。GameProは『MK3』でのサブ・ゼロのデザインの変更を嫌い、衣装を「サスペンダーのようだ」とみなし、彼の傷を赤いシミに例えた。しかし、『MK:DA』でのデザインをGaming Age のティム・ルウィンソンは 「今まで以上に良い」と賞賛した。 GameDailyでは、『MKM:SZ』での登場をサブ・ゼロにとっての最悪の瞬間として挙げている。一方、IGNのスタッフは、サブ・ゼロがシリーズで最も人気のあるキャラクターの1人であり、ゲームの主役に据えられた点を気に入っていた。また、「サブ・ゼロの新たな一面を楽しめる」と評価している。2011年のGamesRadarの記事では、彼とスコーピオンの『モータルコンバット』シリーズにおける進化を取り上げ、最も人気のある2人のキャラクターとして挙げている。 『MKvs.DCU』でのサブ・ゼロとバットマンのライバル関係は、IGNによって強調され、両キャラクターは非常に強力だが、サブ・ゼロの冷気を操る能力の方がバットマンの能力よりも面白いと評された。 Den of Geekは初代サブ・ゼロをモータルコンバットのキャラクターのベスト8位に挙げ、「MKM:SZ」での活躍を賞賛した。一方、2代目サブゼロはバットマンとのライバル関係や、数々の活躍、燐塊との協力関係などのシリーズでの役割から「モータルコンバット」のトップのキャラクターとしてリストアップされた。 逆に、HypeのJohn Dewhurstは『MKM:SZ』の失敗の要因は、サブ・ゼロだけでなく、「ジョニー・ケイジやキタナがいなければ面白くない」という見解を示している。
2010年、UGOは「モータルコンバット」のキャラクターのトップリストでサブ・ゼロを9位にランク付けし、彼の忍者装束がシリーズの中で最も象徴的であると評し。 同年、GamePlayBookは彼を最高のモータルコンバットのキャラクターとして選出し、彼の冷凍攻撃とフェイタリティの「Spine Rip」を賞賛したが、マスクを外したサブゼロは、モータルコンバットのキャラクターワースト3位にランクインした。 2011年、ScrewAttackはモータルコンバットのキャラクタートップ10のリストでサブ・ゼロを2位にランクインさせた。Game Revolutionのアンソニー・セベリーノは、昔のモータルコンバットのファイターのトップとしてスコーピオンと並び、両者をシリーズの中で最も人気のあるキャラクターとして挙げている。 2012年、UGOの『モータルコンバット』のキャラクターのトップランキングでサブ・ゼロは3位となった。 同年、IGNのブライアン・アルタノとライアン・クレメンツが「モータルコンバット」を代表するキャラクターとして、鉄拳の風間仁やストリートファイターのリュウ に対して選出した。
IGNが発表したビデオゲームの悪役100人のリストで、サブゼロ（ヌーブ・サイボット）は85位にランクインした。 GamesRadarによる2008年の「究極のキャラクターバトル！」の投票では準決勝まで進出し、ハルクに敗れた。 2009年、GameSpyは彼のファイトスタイルを評価し、ゲームに登場する25人の「極めて荒っぽい喧嘩師」の1人に選出した。 2012年、Complexはサブゼロを「最も支配的な」格闘ゲームキャラクターのランキングで5位にランクインさせた。 また、2013年の「最もカッコいいゲームキャラクター」の第24位に選ばれた。2013年、Dorklyの読者による投票では、シリーズで4番目（兄のサブゼロ）と2番目（弟のサブゼロ）に偉大なキャラクターに選出された。2015年、サブ・ゼロはスコーピオンとともに、PlayStation Official Magazine - UKの読者によって「PlayStationの20年の歴史の中で最も象徴的なキャラクター」の第5位に選ばれている。2016年に行われたHobbyConsolasの読者投票「全格闘ゲームの中で最も人気のあるキャラクター」では、スコーピオンを抑えてサブゼロは3位となった。
2008年、CrunchGearによるベストビデオゲーム・ニンジャキャラクターリスト（10位）をはじめ、数多くのリストに掲載された2009年、Unrealityでは第4位2010年、ScrewAttackでは第10位となった。 2009年、PC Worldによるトップビデオゲームニンジャリストでは、スコーピオンとサブゼロが同率5位となった。Virgin Mediaも「トップ10のニンジャ」のリストで彼を取り上げている。 また、GamesRadarは、2008年のビデオゲームに登場する暗殺者トップについての記事で彼を取り上げ、「彼の血生臭さと相手を凍結する能力によって、彼は世界中のアーケードゲーマーにインパクトを与えた」と述べている。 2012年、BBC Newsはpopular culture（大衆文化）を取り上げる記事においてサブ・ゼロを「西洋のニンジャに影響を受けたナンセンスなキャラクター」の顕著な例として挙げている。
彼の氷を放つ技は、1UP.comによって、相手が凍っている間に自由に攻撃できるという実用性の高さから、ビデオゲームを変えた最高のメカニズムの1つであると評した。Prima Gamesでは、敵を麻痺させ、プレイヤーが敵を攻撃できるようにすることから、格闘ゲームにおける23番目の技としてこの技を挙げている。また、同サイトでは、敵の頭部を脊椎ごと引き抜く「Spinal Rip」が12位にランクインしている。GameSpotのJeff Gerstmannは、「UMK3」の隠しキャラクターであるクラシック・サブ・ゼロのアンロックのプロセスは、プレイヤーがやりたがらないほど「億劫だ」と語っている。2010年、ScrewAttackはサブゼロの最初のフェイタリティをシリーズ最高のフィニッシャーと位置づけ、その悪名高さがビデオゲームレーティングシステムのESRB設立のきっかけを作ったと評価した。